# バンテージ・ポイント
『バンテージ・ポイント』（Vantage Point）は、2008年のアメリカ合衆国のサスペンスアクション映画。監督はピート・トラヴィス、出演はデニス・クエイドとマシュー・フォックスなど。スペインでの国際会議で起こった米大統領狙撃事件の瞬間とその前後を、現場にいた立場や職種などが違う8人の同時刻の視点から描いている。映画館大賞「映画館スタッフが選ぶ、2008年に最もスクリーンで輝いた映画」で85位。

## 概要
タイトルのバンテージ・ポイントとは日本語で「観点」「有利な見地」を意味し、8名それぞれの立場でしか見えない「視点」を集めた本映画の趣旨を表す。それぞれの視点は、必ず重要な場面の直前で終わるクリフハンガー形式をとり、徐々に真相を明かしていく。
場面は以下の順序で、それぞれ事件の約23分前から展開するが、8人の視点が個々に描写されるわけではない。
1. レックス・ブルックスを中心とするテレビ局スタッフの視点
2. シークレット・サービス、トーマス・バーンズの視点
3. 地元サラマンカの刑事、エンリケの視点
4. 旅行者、ハワード・ルイスの視点
5. 米大統領、ヘンリー・アシュトンの視点
6. ハビエルを中心としたテロリスト側の視点と、続けて事件の顛末

このいくつかの異なる視点によって物語の全貌を暴くという形式は黒澤明の『羅生門』に見ることができる。

## ストーリー
午後0時23分。スペインのサラマンカで開催されているテロ撲滅の国際サミットにて、マヨール広場の大聴衆を前にスピーチをしようと演台に立ったアシュトン米大統領が狙撃される。大混乱に陥る広場の中、さらに演台の下に仕掛けられていた爆弾が爆発する。
シークレット・サービスのバーンズは、手掛かりを探してテレビ中継車の映像をチェックし、同僚のテイラーが変装して現場から逃走する姿を目撃した。テロリストがシークレット・サービス内にも潜んでいたことを知り、テイラーを追うバーンズ。
実は撃たれた米大統領は影武者だった。近くのホテルに避難しているアシュトン大統領。だが、その情報はテロリスト側に漏れており、ホテル一階ロビーが自爆テロで爆破された。混乱に乗じて大統領を誘拐し、負傷者に見せかけて救急車で連れ出すテロリスト。
爆弾で多くの一般市民を殺傷し、無用になれば仲間をも射殺する無慈悲なテロリストだが、車道に飛び出した幼い少女を避けた救急車は、周囲の車を巻き込んで横転した。駆けつけたバーンズは大統領を発見し、テロリストを射殺して救出に成功した。

## キャスト
トーマス・バーンズ
演 - デニス・クエイド / 日本語吹替 - 原康義
主人公。襲撃された大統領を庇って銃弾を受け、治癒のために本事件前まで休職していたシークレットサービス。周囲の多くは現場復帰を時期尚早と考えているが、大統領からは特別な信頼を寄せられている。事件発生時は「広場にいる大統領」を警護していた。事件の謎を探るために動く。かなりの有名人で演説にいることを知ったレックスは有名人として優遇しようとしていた。
ケント・テイラー
演 - マシュー・フォックス / 井上和彦
バーンズの同僚のシークレットサービス。新米ながらバーンズの早期復職に尽力した人物。事件発生時はバーンズと共に「大統領」を警護していた。実はテロの一人。
ハワード・ルイス
演 - フォレスト・ウィテカー / 木村雅史
アメリカ人旅行者。事件発生時は、家庭用のビデオカメラで広場の様子を撮影していた。妻と息子がいるが別居中。
フィル・マカルー
演 - ブルース・マッギル / 金子由之
大統領の側近。暗殺計画を事前察知し、テロ組織の拠点攻撃を大統領に提案している。
ハビエル
演 - エドガー・ラミレス / 志村知幸
弟を人質に取られ、テロリストグループの言いなりになる。元特殊部隊員。
ベンワル・スワレス
演 - サイード・タグマウイ / いずみ尚
テロ組織「聖戦旅団」のリーダーで、本テロ実行の中心人物。
ベロニカ
演 - アイェレット・ゾラー / 岡寛恵
スペイン人女性でエンリケの恋人。事件発生前に、現場でハビエルを脅迫、およびエンリケと接触している。
アンジー・ジョーンズ
演 - ゾーイ・サルダナ / 東條加那子
米テレビ局の女性リポーター。現地の広場での爆発に巻き込まれる。突然の出来事に動揺するが上層部の都合に合わせるしかなく、そのまま中継を続ける。
レックス・ブルックス
演 - シガニー・ウィーバー / 高島雅羅
米テレビ局の女性プロデューサー。事件発生時は現場ディレクターとして、中継車から国際サミットの中継を指揮していた。
ヘンリー・アシュトン
演 - ウィリアム・ハート / 佐々木勝彦
アメリカ合衆国大統領（"POTUS"）。国を統べるに相応しい人格者。序盤で何者かに撃たれて暗殺される。
エンリケ
演 - エドゥアルド・ノリエガ / 矢崎文也
地元サラマンカ警察の警官。事件発生前に、サラマンカ市長の護衛のため私服で現場を訪れる。またベロニカに依頼されたバッグを持参し、彼女に手渡している。
アナ
ハワードが広場に入るときに、ぶつかった少女。母親とはぐれてしまう。